# リーソン県

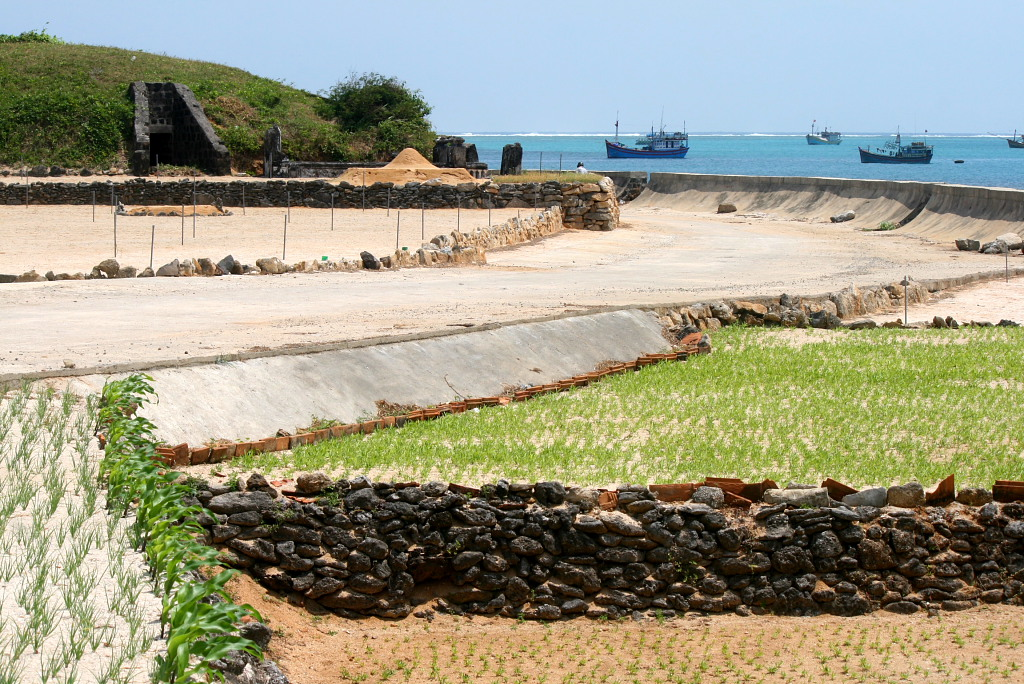
リーソン島

リーソン県（リーソンけん、ベトナム語：Huyện Lý Sơn / 縣理山?）は、ベトナム社会主義共和国クアンガイ省の県である。リーソン島（ベトナム語：Đảo Lý Sơn / 島理山?）に位置しており、面積は9.97km²、人口は19,695人（2018年）である。

## 行政区画
以下の3社から構成される。
- アンビン社（An Bình / 安平）
- アンハイ社（An Hải / 安海）
- アンヴィン社（An Vĩnh / 安永）